# Esegeta (antica Grecia)
Esegeta (in greco antico: ἐξηγητής?, exeghetés, "interprete") nell'antica Atene era un nome con varie funzioni, usato sia nel linguaggio comune sia in quello ufficiale.

## Significati comuni
Il termine "esegeta" spesso indicava una guida locale, come il termine italiano "cicerone".
Eschine, ridicolizzando Demostene per la sua condotta nell'ambasciata, lo definisce "esegeta" delle storie assurde con cui intratteneva i suoi colleghi.
Più spesso, però, il termine "esegeta" era usato per indicare un qualunque interprete delle leggi, nella maggior parte dei casi leggi sacre. Tutti gli Eupatridi erano quindi detti "esegeti"; Plutarco, riferendosi all'epoca del mitico Teseo, li definisce "maestri delle leggi, interpreti [esegeti] della volontà divina". Tra gli Eupatridi, gli Eumolpidi erano "esegeti" di una particolare classe di leggi sacre, quelle relative ai misteri eleusini: queste leggi, tramandate oralmente, erano antichissime.
Per quanto riguarda le leggi civili e scritte dell'Atene democratica, è stato sostenuto da alcuni grammatici che potesse esistere una classe di "esegeti" (interpreti di queste leggi) simili ai giureconsulti romani; dato che, però, gli oratori ateniesi non menzionano alcun "esegeta" con queste caratteristiche, questa ipotesi è stata ritenuta infondata.

## Magistratura
Non sono note le modalità della nomina e non si sa se si occupassero anche degli affari privati o solo di quelli pubblici. Partecipavano all'assemblea e interpretavano i segni del cielo: potevano anche fermare i lavori, qualora si ritenesse che gli dei volessero ciò. Tuttavia si concorda sul fatto che gli Ateniesi, spiccatamente democratici, non permettevano loro di porre veti assoluti o irresponsabili sui loro lavori o sui compiti degli altri magistrati: ne consegue che gli esegeti potevano usufruire del proprio potere solo in circostanze di evidenti segni contrari, cosicché la loro funzione assunse sempre più un carattere puramente formale.
Nei tribunali ateniesi i giudici agivano senza l'affrancamento di legislatori qualificati e pretendevano che le leggi che avrebbero dovuto usare fossero comprensibili per tutti i cittadini, anche i meno colti. D'altro canto, però, la scrupolosità nella religione richiese più volte l'intervento di esegeti per questioni anche solo di puro cerimoniale. Quindi la pena per un omicidio doveva essere determinata dai tribunali, ma se l'omicidio era stato accidentale o giustificabile entrava in gioco l'esegeta per portare a termine l'espiazione cerimoniale, la riconciliazione con i parenti del defunto e la cessione del cadavere; anche altri riti funerari erano presieduti dagli esegeti. Nei funerali i parenti del defunto consultavano gli esegeti per sapere che cosa fare, ma questo rito non era obbligatorio, come sostiene Platone. Lo stesso Platone, nelle sue leggi per una società ideale, inserisce la carica dell'esegeta dei funerali, magistratura ripresa da Cicerone con il nome di "religionum interpretes". Platone aggiunge che le leggi divine avrebbero dovuto essere portate da Delfi e amministrate dagli esegeti, anziani e moralmente elevati, selezionati con delle prove; inoltre il filosofo affida loro la regolamentazione dei riti matrimoniali. Nonostante tali informazioni, non si può sapere con certezza se queste coincidessero effettivamente con i reali compiti degli esegeti nell'antica Atene.